# Etmopterus carteri
Etmopterus carteri is een vissensoort uit de familie van de Etmopteridae (Etmopteridae). De wetenschappelijke naam van de soort is voor het eerst geldig gepubliceerd in 1985 door Springer & Burgess.